# الحصن السابع
كان الحصن السابع معسكرًا للموت تابعًا للنازيين الألمان أقيم في بوزنان في بولندا التي كانت تحت الاحتلال الألماني خلال الحرب العالمية الثانية، ويقع في أحد الحصون التي تعود إلى القرن التاسع عشر والتي تحيط بالمدينة. وفقًا لتقديرات مختلفة، توفي ما بين 4500 و20000 شخص فيھا، معظمهم من البولنديين من بوزنان والمنطقة المحيطة بها، أثناء احتجازهم في المعسكر.

## إنشاء المعسكر
كان الحصن السابع (المعروف أيضًا باسم حصن كولومب من 1902 إلى 1918) الذي يعود تاريخه إلى عدة عقود، أحد الحصون الدفاعية التي بنيت حول محيط بوزنان من قبل السلطات البروسية في أواخر القرن التاسع عشر، في المرحلة الثانية من خطة حصن بوزن. تم بناؤه في 1876–1880 (مع تحسينات في 1887–1888). يقع حاليًا في الجزء الغربي من المدينة، في شارع بولسكا في حي أوغرود، وهو جزء من منطقة جيزيس. في فترة ما بين الحربين العالميتين، كان يستخدم لأغراض التخزين.

## إغلاق المعسكر
منذ مارس 1943، بدأ عملية التصفية التدريجية للمعسكر، حتى يمكن استخدام الموقع لأغراض صناعية. أُجبر السجناء على العمل في بناء معسكر جديد جنوب بوزنان، في زابكوفو (الذي أطلق عليه الألمان اسم بوغنبورغ)، ثم نُقلوا إلى هناك، وكان آخرهم قد نُقل في 25 أبريل 1944. أصبح الحصن السابع مصنعًا لشركة تيليفونكن (Telefunken) لإنتاج معدات الراديو للغواصات والطائرات.
بعد الحرب، استخدم الجيش البولندي المبنى كمستودع. في عام 1976، وُضعت خطط لتحويل الموقع إلى متحف تخليداً لذكرى ضحايا المعسكر. افتتح المتحف في 13 أغسطس 1979، وأطلق عليه اسم متحف شهداء فيلكوبولان فورت السابع.